# КлинВет
Компания КлинВет — российская компания по производству, оптовой продаже, импорту и экспорту товаров для домашних животных. Основана в 1998 году как ветеринарная клиника на юго-западе Москвы, с 1999 года компания становится импортёром, и вскоре — производителем кормов и современных аксессуаров для домашних животных.

## Деятельность
Компания производит сухой и консервированный корм для кошек и собак всех пород, размеров и возрастов, пластиковые туалеты, наполнители для кошачьих туалетов, косметику для домашних животных, гигиенические коврики и подстилки для собак, поглотители запаха. К списку товаров для кошек и собак прибавились средства по уходу за грызунами и лошадьми.
Компания владеет десятью собственными торговыми марками и производит::
- корм для кошек «Васька» и Maks’s, корм для собак «Вилли Хвост» (названия происходят от популярных имён домашних животных в России и Европе),;
- впитывающие коврики для собак «Out!» и «OOPS!» (англ. восклицания, сопровождающие конфузную ситуацию — «долой!» и «упс!»);
- поглотители запаха «WC клозет» (англ. обозначение «туалета»), средства для гигиены и ухода за животными «WC клозет», наполнители для кошачьих туалетов «WC клозет», Molly Coddle (англ. «Неженка»), GoodCat (англ. «Добрый Кот»), GoodDog (англ. «Добрый Пёс»);
- сумки-переноски, коляски-строллеры, лежаки и миски марки «UP!» (англ. восклицание означающее подъём, воодушевление — «вверх!», «ввысь!»).

с 2102 Компания КлинВет является эксклюзивным дистрибьютором косметики для животных от европейских производителей:
- Iv San Bernard (Италия) (от названия популярной породы собак — «сенбернар»);
- Animology (Англия) (от англ. animal — «животное» и греч. λόγος или логос — «слово», то есть «наука о животных»).

Данная косметика предназначена не только для использования широкой массой потребителей в бытовых условиях, но, пользуется спросом и вниманием со стороны специалистов — профессиональных грум-салонов и частных грумеров.
С 2014 Компания КлинВет является дистрибьютором торговых марок:
- «Наша Марка» и «Stout» (англ. «крепкий», «здоровый») — сухой и консервированный корм для кошек и собак российского производства;
- Hurrta (Финляндия) (фин. Hurrta — «собака») — зимняя и демисезонная одежда (накидки, комбинезоны) для собак.

С 2015 к списку эксклюзивных брендов прибавляется:
- Happy House (Голландия) (англ. «Счастливый Дом») — дизайнерские товары, предназначенные для животных, но, служащие также для украшения домашнего интерьера.

С этого же времени Компания КлинВет владеет собственным логистическим центром в Московской области, обеспечивая доставку грузов по России и странам СНГ.